# 클린트 워커

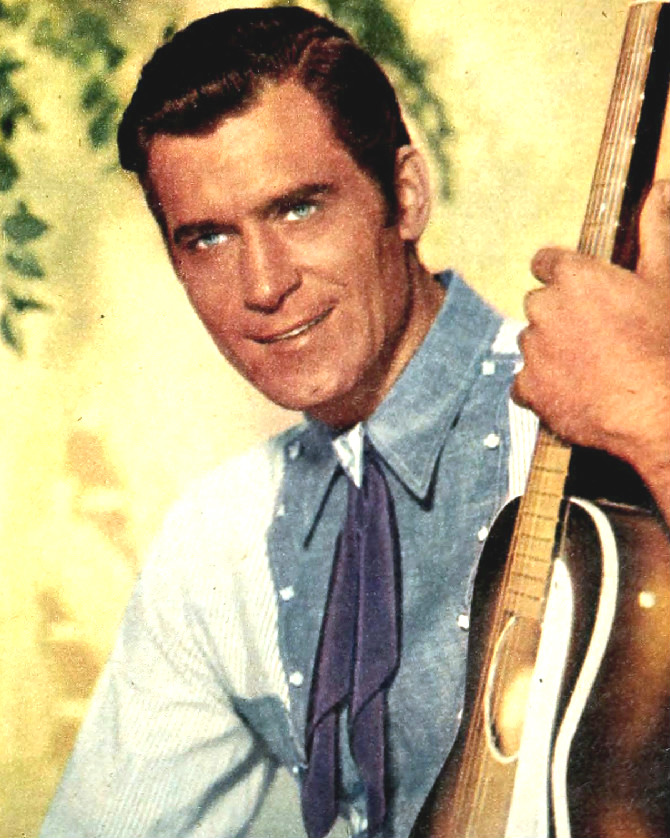

클린트 워커(Norman Eugene Walker, 1927년 5월 30일 ~ 2018년 5월 21일)는  영화배우, 텔레비전 배우, 
그래스밸리에서 사망하였다. 사인은 울혈성 심부전이다.

## 방송
- 샤이안

## 영화
- 스몰 솔저 (1998년) - 닉 니트로 역
- 도박사 4 (1991년)
- 히스테리컬 (1983년)
- 고도의 미녀들 (1979년)
- 스노우비스트 (1977년)
- 스크림 오브 더 울프 (1974년)
- 판초 비야 (1972년)
- 샘 위스키 (1969년) - O.W. 밴디 역
- 더티더즌 (1967년) - 샘슨 포시 역
- 마야 (1966년)
- 센드 미 노 플라워스 (1964년)
- 골드 오브 더 세븐 세인츠 (1961년)
- 옐로우스톤 켈리 (1959년)
- 포트 돕스 (1958년)
- 선셋 77번가 (1958년)
- 십계 (1956년)
- 샤이안 (1955년)